# Мартинс Крик (Пенсилванија)
Мартинс Крик (енгл. Martins Creek) насељено је место без административног статуса у америчкој савезној држави Пенсилванија.

## Демографија
По попису из 2010. године број становника је 631.
| Група             | 2000.    | 2010.       |
| Белци             | 0 (0,0%) | 611 (96,8%) |
| Афроамериканци    | 0 (0,0%) | 3 (0,5%)    |
| Азијати           | 0 (0,0%) | 2 (0,3%)    |
| Хиспаноамериканци | 0 (0,0%) | 7 (1,1%)    |
| Укупно            | 0        | 631         |